# Ligne 73A (Infrabel)
Pour les articles homonymes, voir Ligne 73.
La ligne 73A était une ligne ferroviaire belge, longue de 11 kilomètres, du réseau de la Société nationale des chemins de fer belges (SNCB), située dans la province de Flandre-Occidentale. Elle reliait : la ligne 73, embranchement à Tielt, et la ligne 66, embranchement à Ingelmunster, via Meulebeke, de sa mise en service en 1854 à la fermeture du trafic voyageurs en 1950. Sur le seul tronçon de Tielt à Meulebeke se poursuivit un trafic de marchandises jusqu'en 1982. La voie ferrée est démontée en 1953 et 1984 pour le dernier tronçon.
Historiquement elle est une section de l'embranchement d'Ingelmunster à Deinze, mis en service en 1854 par la Société des chemins de fer de la Flandre-Occidentale (FO).

## Historique

### Chronologie
- 30 novembre 1854, mise en service des 11 kilomètres par la Société des chemins de fer de la Flandre-Occidentale (FO)[1]
- 1er janvier 1906, reprise de la ligne par l'administration des chemins de fer de l'État-Belge[1]
- 8 octobre 1850, fermeture définitive du trafic voyageurs[1]
- 1953, démontage de la voie ferrée entre Meulebeke et Ingelmunster[2]
- 1984, démontage de la voie ferrée entre Tielt et Meulebeke[2]

### Histoire
La Société des chemins de fer de la Flandre-Occidentale (FO), créée en 1845 pour établir un réseau de lignes dans la province de Flandre-Occidentale, qui comprend un embranchement, de sa ligne de Bruges à Courtrai, devant rejoindre Deinze, via Tielt. Son établissement prend du retard, une convention du 28 janvier 1852 prévoit que la moitié de l'embranchement doit être terminé avant le 1er mars 1854. Une nouvelle demande prolongement jusqu'en 1856 est contestée par les conseils communaux de Tielt et Meulebeke au début de l'année 1854.
La Compagnie FO, active les travaux et met en service la totalité de son embranchement le 30 novembre 1854. L'État-Belge reprend la ligne à son compte le premier janvier 1906.
Durant la Première Guerre mondiale, la ligne est utilisée par l'armée d'occupation allemande. Lors de son départ, elle est dynamitée en plusieurs points le 16 octobre 1918. La société nationale des chemins de fer belges (SNCB) reprend la gestion des lignes lors de sa création en 1926. La ligne 73A ne reprend qu'une partie de l'embranchement d'origine, la section de Tielt à Deinze étant intégrée dans la ligne 73.
Lors de la Seconde Guerre mondiale, la ligne subit de nouveau de nombreuses destructions, notamment lors de la « Bataille de Meulebeke » en 1940. Après le conflit, la concurrence des transports routiers limite les possibilités de remise en état de la ligne qui est fermée au trafic voyageurs sur la totalité de son parcours et à tout trafic entre Meulebeke et Ingelmunster. Seul le tronçon de 5,5 km entre Tielt et Meulebeke voit perdurer un trafic de marchandises jusqu'au 28 octobre 1982.
Le démontage de la voie qui a été effectué en 1953 entre Meulebeke et Ingelmunster, est réalisé en 1984 sur le tronçon de Tielt à Meulebeke.

## Infrastructure

### Ligne
C'était une ligne longue de 11 kilomètres à voie unique avec un écartement standard. Elle  portait le numéro 73A sur le réseau de la SNCB, elle est « hors service ».

### Gares
Liste des arrêts de la ligne avec leur point kilométrique : gare de Tielt (0,000), gare de Meulebeke (5,254), halte de Zandberg (8,722), gare d'Ingelmunster (10,761).